# Бензетидин
Бензетидин (Бензэтидин) — синтетический опиоид, родственный петидину (меперидину). 
Подобно другим опиоидам, он вызывает анальгезию, седативный эффект, тошноту, угнетение дыхания и т.п.
В настоящее время бензетидин не используются в медицине.

## Правовой статус

### Россия
Бензетидин включён в Список I Перечня наркотических средств, психотропных веществ и их прекурсоров, подлежащих контролю в Российской Федерации, его оборот в России запрещён.